# Gõ kiến xanh cánh đỏ
Picus chlorolophus là một loài chim trong họ Picidae.